# Anders Koskull
Anders Koskull,  född 25 juli 1677, död 19 december 1746, var en svensk adelsman, generallöjtnant och landshövding. Koskull var son till kaptenen Erik Koskull och Maria Gyllensvärd och tillhörde en gammal livländsk adlig ätt, som kom i svensk tjänst på 1570-talet. Han var gift tre gånger och ligger begraven i Aringsås kyrka, numera Alvesta kyrka, vilken han lät bygga till och där inrätta släktens gravkor.

## Biografi
Koskull ägnade sig tidigt åt den militära banan, först som volontär 1692, från 1700 som officer vid olika regementen. Han deltog i det stora nordiska kriget från och med slaget vid Narva 1700 till händelserna i Turkiet 1709–1713, där han ingick i den närmaste kretsen kring kung Karl XII. Åren 1712–1716 var han chef för Benderska dragonregementet. Efter återkomsten till Sverige utnämndes han 1717 till överste för Livregementet till häst. År 1719 utnämndes han till generalmajor av kavalleriet tillika friherre. Han var en tid chef för Södra skånska kavalleriregementet från 1723 och avslutade sin militära karriär med generallöjtnants titel 1743. 
Vid riksdagarna 1717–1723 engagerade sig Koskull till stöd för arvprins Fredriks planer på att efterträda Karl XII som enväldig regent. Det gav upphov till att lantmarskalken Per Ribbing anklagade honom för planer på statskupp med sitt regemente. Fredrik I:s försök att öka sin konstitutionella makt misslyckades 1723, varefter Koskull drog sig tillbaka från politiken. Han utnämndes 1729 till landshövding i Kronobergs län och anses ha förvaltat länets ekonomi på ett föredömligt sätt. Tillsammans med sin landshövdingekollega i Kalmar län Georg Bogislaus Staël von Holstein grundade han 1742 Kosta glasbruk, som uppkallades efter grundarnas efternamn. Koskull gjorde emellertid en kortare politisk comeback under riksdagarna 1740–1743, då han ingick i mösspartiets ledning och som ledamot i sekreta utskottet förhandlade med bönderna under Dalaupproret.  
Koskull gjorde sin egendom Engaholm i Kronobergs län till fideikommiss för sin ätt, som tillföll äldsta dottern Catharina Charlotta Koskull, gift en sin avlägsne släkting friherre Anders Gustaf Koskull, medan den yngre dottern Eleonora Koskull, gift med Claës Didrik Breitholtz d.ä., fick Stjärnevik och Vada i Östergötland på sin lott.